# Ben Spijkers
Bernhard Hendrikus Martinus Spijkers "Ben" Spijkers (Nijmegen, 10 marzo 1961) è un ex judoka olandese.

## Biografia

### Carriera sportiva

#### Judo
In carriera ha partecipato a tre edizioni dei Giochi olimpici. All'edizione di Los Angeles 1984, dopo aver sconfitto il belga Gilbert Gustin ed il marocchino Hamza Doublali, venne eliminato ai quarti di finale dal brasiliano Walter Carmona, chiudendo al decimo posto.
L'edizione di Seul 1988 fu la sua migliore, riuscì infatti a battere in successione il tedesco Michael Bazynski, lo statunitense Rene Capo, il mongolo Odvogiin Baljinnyam e l'ungherese János Gyáni. La sua corsa si fermò nella semifinale contro il sovietico Vladimir Shestakov, ma nella finale del tabellone dei ripescati sconfisse il britannico Densign White riuscendo così a vincere la medaglia di bronzo.
L'anno successivo si confermò a grandi livelli vincendo la medaglia d'argento ai mondiali di Belgrado, dove fu sconfitto in finale dal francese Fabien Canu.
Nella sua terza e ultima partecipazione, a Barcellona 1992, venne battuto già agli ottavi di finale dal canadese Nicolas Gill, finirono molto presto anche le speranze di bronzo dato che, dopo aver superato il cinese Wang Nan, venne battuto da Hirotaka Okada.
A fine 1992 chiuse la carriera da judoka.
In carriera vanta anche un argento e due bronzi europei, conquistati rispettivamente a Belgrado 1986 ed a Liegi 1984 e Pamplona 1988.

#### MMA
Nel 1995 debuttò nelle arti marziali miste, ma chiuse questa parentesi dopo pochi mesi in cui venne sconfitto in due incontri su due.

### Dopo il ritiro
Tra il 2007 ed il 2014 è stato un arbitro internazionale di judo. È stato anche allenatore della squadra austriaca.

## Palmarès
- Giochi olimpici

Seul 1988: bronzo negli 86 kg.
- Mondiali

Belgrado 1989: argento negli 86 kg.
- Europei

Liegi 1984: bronzo negli 86 kg.
Belgrado 1986: argento negli 86 kg.
Pamplona 1988: bronzo negli 86 kg.